# Geir Einang
Geir Einang (ur. 8 marca 1965 w Øvre Årdal) – norweski biathlonista, dwukrotny medalista mistrzostw świata.

## Kariera
W Pucharze Świata zadebiutował 26 stycznia 1985 roku w Anterselvie, kiedy zajął 36. miejsce w sprincie. Pierwsze punkty zdobył 7 marca 1985 roku w Oslo, zajmując 23. miejsce w biegu indywidualnym. Na podium zawodów tego cyklu pierwszy raz stanął 12 marca 1988 roku w Oslo, kończąc rywalizację w sprincie na trzeciej pozycji. W zawodach tych wyprzedzili go jedynie Frank-Peter Roetsch z NRD i Peter Angerer z RFN. W kolejnych startach jeszcze trzy razy stawał na podium, odnosząc przy tym dwa zwycięstwa: 9 marca 1991 roku w Oslo był najlepszy w sprincie, a 14 marca 1992 roku w Fagernes wygrał bieg indywidualny. Najlepsze wyniki osiągnął w sezonie 1991/1992, kiedy zajął dziesiąte miejsce w klasyfikacji generalnej.
Podczas mistrzostw świata w Feistritz w 1989 roku wspólnie z Sylfestem Glimsdalem, Gisle Fenne i Eirikiem Kvalfossem zdobył brązowy medal w sztafecie. Wynik ten Norwegowie w składzie: Geir Einang, Eirik Kvalfoss, Jon Åge Tyldum i Gisle Fenne powtórzyli na mistrzostwach świata w Lahti dwa lata później. Na tej samej imprezie był też piąty w sprincie i szósty w biegu indywidualnym.
W 1988 roku wystartował na igrzyskach olimpijskich w Calgary, gdzie zajął jedenaste miejsce w sprincie i szóste w sztafecie. Brał też udział w igrzyskach w Albertville cztery lata później, indywidualnie plasując się poza czołową trzydziestką, a w sztafecie był piąty.

## Osiągnięcia

### Igrzyska olimpijskie
| Rok  | Miejscowość | Konkurencje | Konkurencje | Konkurencje | Konkurencje | Konkurencje | Konkurencje | Konkurencje |
| Rok  | Miejscowość | IN          | SP          | PU          | MS          | RL          | MR          | SR          |
| ---- | ----------- | ----------- | ----------- | ----------- | ----------- | ----------- | ----------- | ----------- |
| 1988 | Calgary     | –           | 11.         | nd.         | nd.         | 6.          | nd.         | –           |
| 1992 | Albertville | 36.         | 66.         | nd.         | nd.         | 5.          | nd.         | –           |

### Mistrzostwa świata
| Rok  | Miejscowość            | Konkurencje | Konkurencje | Konkurencje | Konkurencje | Konkurencje | Konkurencje | Konkurencje |
| Rok  | Miejscowość            | IN          | SP          | PU          | MS          | RL          | MR          | SR          |
| ---- | ---------------------- | ----------- | ----------- | ----------- | ----------- | ----------- | ----------- | ----------- |
| 1986 | Oslo                   | –           | 26.         | nd.         | nd.         | 5.          | nd.         | –           |
| 1989 | Feistritz              | 44.         | 27.         | nd.         | nd.         | 3.          | nd.         | –           |
| 1990 | Mińsk/Oslo/Kontiolahti | 38.         | –           | nd.         | nd.         | 4.          | nd.         | –           |
| 1991 | Lahti                  | 6.          | 5.          | nd.         | nd.         | 3.          | nd.         | –           |

### Puchar Świata

#### Miejsca w klasyfikacji generalnej
| Sezon     | Miejsce |
| --------- | ------- |
| 1984/1985 | -       |
| 1985/1986 | 47.     |
| 1986/1987 | 38.     |
| 1987/1988 | 34.     |
| 1988/1989 | 19.     |
| 1989/1990 | 19.     |
| 1990/1991 | 17.     |
| 1991/1992 | 10.     |
| 1993/1994 | -       |

#### Miejsca na podium chronologicznie
| Lp. | Dzień       | Rok  | Miejscowość | Konkurencja                | Lokata | Pudła   | Czas biegu | Strata | Zwycięzca           |
| --- | ----------- | ---- | ----------- | -------------------------- | ------ | ------- | ---------- | ------ | ------------------- |
| 1.  | 12 marca    | 1988 | Oslo        | Sprint na 10 km            | 3.     | 0+1     | 28:10,6    | +39,2  | Frank-Peter Roetsch |
| 2.  | 9 marca     | 1991 | Oslo        | Sprint na 10 km            | 1.     | 0+1     | 26:01,9    | –      | –                   |
| 3.  | 23 stycznia | 1992 | Anterselva  | Bieg indywidualny na 20 km | 3.     | 0+0+0+1 | 57:43,5    | +45,8  | Walerij Kirijenko   |
| 4.  | 14 marca    | 1992 | Fagernes    | Bieg indywidualny na 20 km | 1.     | 0+0+0+0 | 1:01:59,0  | –      | –                   |